# John Dykes Bower
Sir John Dykes Bower CVO (* 13. August 1905 in Gloucester; † 1981) war ein englischer Organist.

## Leben
Bower studierte das Orgelspiel seit 1922 am Corpus Christi College (Cambridge). Ab 1926 war er Organist an der Kathedrale in Truro, 1926 wechselte er ans New College (Oxford). 1933 übernahm der den Organistendienst an der Durham Cathedral und schließlich 1936 an St Paul’s Cathedral. 1968 wechselte Bower in den Ruhestand.